# Monaco Forever
Pour plus de détails, voir Fiche technique et Distribution.
Monaco Forever est un film américain de court métrage réalisé par William A. Levey, sorti en 1984.
Le film est principalement connu parce qu'il s'agit du premier rôle de Jean-Claude Van Damme.

## Synopsis
Alors qu'il planifie le braquage d'une bijouterie, Michael rencontre des personnages hauts en couleur.

## Fiche technique
- Titre : Monaco Forever
- Réalisation : William A. Levey
- Scénario : William A. Levey et C. William Pitt
- Musique : Issac Porter
- Photographie : Daryn Okada
- Montage : William A. Levey
- Production : William A. Levey
- Société de production : Skatetown USA Movie Company
- Pays :  États-Unis
- Genre : Comédie
- Durée : 28 minutes
- Dates de sortie : 1984

## Distribution
- Charles Pitt : Michael
- Jean-Claude Van Damme : un karatéka homosexuel
- Nancy Brock : traînée 1
- Daniele Romer : traînée 2